# 甘谷驿镇
甘谷驿镇，是中华人民共和国陕西省延安市宝塔区下辖的一个乡镇级行政单位。

## 行政区划
甘谷驿镇下辖以下地区：
甘谷驿社区、西镇村、东镇村、张家沟村、代家沟村、白家沟村、前野狐沟村、后野狐沟村、向阳村、梁屯村、刘家沟村、史家沟村、王家沟村、西沟门村、前苏沟村、后苏沟村、何家沟村、小张沟村、唐坪村、石家河村、罗家湾村、康家沟村、李家河村、柏树沟村、顾屯村、胜利河村、薛家沟村、高家塔村、何村、圪塔村和背河村。